# Diecéze senjská
Senjská, respektive Senjsko-modrušská diecéze (latinsky Diocesis Seniensis) je někdejší římskokatolické biskupství, které je v současné době součástí diecéze gospićsko-senjské.

## Dějiny

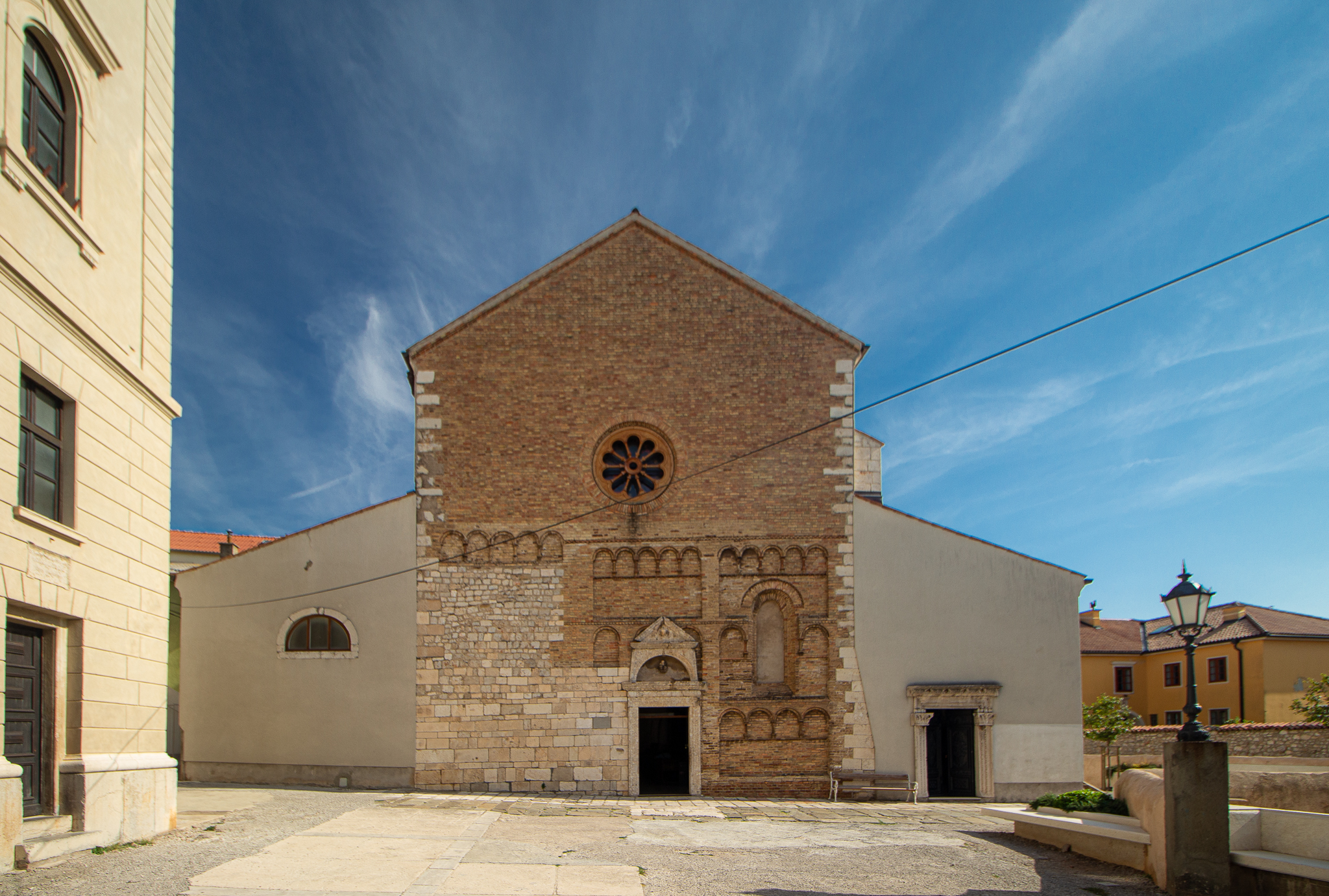
Katedrála Nanebevzetí Panny Marie v Senji

Počátky senjské diecéze sahají až do starověku. První zmínka o zdejším episkopátu pochází z počátku 5. století, kdy papež Inocenc I. (401-417) psal biskupu Vavřincovi o herezi Photina ze Sirmia. Je možné, že zde sídlil Maximinus, který se dle karolínského zákoníku z 8. století měl v roce 451 účastnit chalkedonského koncilu.
Další informace o diecézi jsou k dispozici až od 3. ledna roku 1169, kdy papež Alexandr III. napsal biskupu Mireovi psaní, aby se jako jeho předchůdci (quemadmodum praedecessores tui) podřídil splitskému metropolitovi. Tento dopis dokládá, že diecéze již nějakou dobu existovala a že byla sufragánní ke splitské arcidiecézi. Tato podmínka byla znovu schválena synodem ve Splitu v roce 1185, který také určil území diecéze.
V roce 1460 byla část území postoupena nově zřízenému otočackému biskupství, které bylo 13. září 1513 spojeno se senjským biskupstvím. K samotnému začlenění území do senjské diecéze však došlo až v roce 1534.
V roce 1630 papež Urban VIII. per aequalitatem jurium sloužil senjskou diecézi s modrušskou diecézí a ještě v 17. století se sloučené diecéze staly součástí církevní provincie ostřihomské arcidiecéze v Uhrách.
V první polovině 18. století se stali sufragány kaločské arcidiecéze a od 8. března 1788 sufragány lublaňské arcidiecéze. Dne 19. srpna 1807 se vrátili do metropole Kalocsa, až do 11. prosince 1852 se stali součástí církevní provincie arcidiecéze záhřebské.
Dne 27. července 1969 byla na základě buly Coetu instante papeže Pavla VI. senjská diecéze sloučena aeque principaliter s rijecou arcidiecézí, přičemž pro modrušskou diecézi spojení zaniklo. Arcibiskupům sloučených biskupství bylo uděleno privilegium přidat si ke svému titulu biskupský titul modrušský.
25. května 2000 byla oddělena od Rijeky a vytvořila diecézi gospićsko-senjsko a Modruš se zároveň stala titulárním stolcem.